# Bernard Dubourdieu
Bernard Dubourdieu (Bayonne, 28 aprile 1773 – Lissa, 13 marzo 1811) è stato un ufficiale francese che guidò le forze alleate franco-veneziane nella battaglia di Lissa (1811), durante la quale fu ucciso.

## Biografia
Nativo di Bayonne, Dubourdieu iniziò a navigare come mercante all'età di 16 anni, prima di arruolarsi nella marina nel 1792. Fece una rapida carriera a bordo della Entreprenant, prima d trasferirsi l'anno seguente sulla Topaze nello squadrone di Latouche-Tréville.
Catturato dai britannici a Tolone e trasferito a Gibilterra, fuggì a Lorient. Promosso alfiere di vascello, Dubourdieu si imbarcò sulla corvetta Gaieté. Dopo la cattura della Gaieté, Dubourdieu fu di nuovo imprigionato fino al 1799.
Catturato una terza volta ad Alessandria d'Egitto nel 1800, fu scambiato e promosso tenente di vascello. Nel 1805 divenne capitano di fregata, e nel 1807 assunse il comando della fregata Pénélope, con la quale catturò 13 mercanti britannici, il che gli valse la nomina a capitano di vascello. Il 27 febbraio 1809, assieme alla fregata Pauline, catturò la HMS Proserpine che stava assediando Tolone.
Il 23 ottobre 1810 attaccò Lissa catturando 6 navi presenti nel porto. Gli fu chiesto di conquistare l'intera isola e fondarvi una base militare. Proposto per la nomina a contrammiraglio, il capitano di vascello Dubourdieu salpò con 6 fregate. Nella successiva battaglia di Lissa i francesi furono messi in fuga, e lo stesso Dubourdieu fu ucciso.